# Miss spogliarello
Miss spogliarello (En effeuillant la marguerite) è un film del 1956 diretto da Marc Allégret.

## Trama
Agnese Dupont è la figlia di un rispettabile colonnello di Vichy. La sua passione per la scrittura la porta a scrivere, sotto pseudonimo, lo scandaloso libro erotico Sfogliando la margherita, il quale riscuote uno strepitoso successo senza però trarne un profitto economico. Riferita la verità al padre, dopo una sua sfuriata Agnese fugge di casa per raggiungere Parigi con lo scopo di strappare un contratto per un suo nuovo manoscritto. Nel treno che la porta alla capitale incontra Daniel e Roger, due giornalisti, che la salvano dalla multa per essere sprovvista di biglietto, e tra Daniel e Agnese nasce una reciproca simpatia.

Brigitte Bardot in una scena del film

Arrivata a quella che crede essere l'abitazione del fratello Uberto, scopre solo in seguito, dopo aver venduto un preziosissimo manoscritto originale di Honoré de Balzac per comperarsi dei vestiti, che il posto è l'abitazione-museo del celebre scrittore, in cui Uberto vi lavora in qualità di guida turistica. Per ricavare la somma necessaria per ricomprare il libro, Agnese si iscrive al concorso Miss spogliarello, una gara di strip-tease. Nel locale interessato intravede da dietro le quinte i due giornalisti; per non farsi riconoscere decide di indossare una maschera e di esibirsi con lo pseudonimo di Lolita. Dopo l'esibizione, che suscita un'ovazione, Daniel si reca in camerino per conoscere la donna che ha fatto girare la testa all'intera platea. Riuscito ad avvicinarla, le dichiara di essersi innamorato e che rinuncerebbe a qualsiasi donna per lei, provocando in Agnese un forte dolore.
Divenuta una celebrità, Lolita arriva in finale, organizzata nel casinò della sua Vichy. Qui incontra ancora Daniel, che dichiara a Lolita di essere innamorato di Agnese, che si rivela essere la stessa persona. Venuto a conoscenza della presenza di Agnese, il colonnello si precipita al casinò, dove si riconcilia con la figlia e conosce il futuro genero.

## Edizione italiana
Nell'edizione originale francese il personaggio dell'amica di Agnese si chiama Sofia ed è italiana, identità che dà spunto ad Agnese per partecipare agli spettacoli di spogliarello sotto pseudonimo. Nell'edizione italiana i nomi di Sofia sono stati sostituiti dal nome Lolita, e l'origine modificata in spagnola.
L'edizione italiana si differenzia inoltre dalla mancanza di alcune scene di nudo, anche integrale, presenti nell'edizione originale. Tali scene sono sostituite dalle stesse scene rigirate dalla produzione senza presentare nudi.

## Controversie
Il 27 febbraio del 1957 il film iniziò a essere pubblicizzato in Italia per la sua imminente uscita nelle sale. Su tutta Roma erano affissi grandi manifesti pubblicitari raffiguranti Brigitte Bardot in abiti succinti; in particolare due di essi vedevano la Bardot nuda coperta da una grande mano bianca e un altro in cui era raffigurata in quattro pose. Tali manifesti furono due dei tanti che provocarono l'ira del pontefice papa Pio XII, esternata il 5 marzo in un discorso di Quaresima contro l'immoralità. A causa dello scalpore suscitato i manifesti vennero immediatamente sequestrati il 7 marzo; quelli già affissi coperti sulle parti rappresentanti Brigitte Bardot. Inoltre venne intentata una causa da parte dell'avvocato ed ex deputato democristiano Agostino Greggi contro i capi uffici diffusione della casa distributrice sulla base di una petizione firmata da circa tredicimila persone.
A supporto, sull'amoralità del film, Giulio Andreotti, che sulle pagine di Concretezza, di cui era direttore, si definì stupito dalla concessione alla distribuzione da parte del consiglio di revisione cinematografica, sostenendo che il film potesse esercitare una funzione deleteria, e che quindi non avrebbe dovuto essere ammesso in circolazione.

## Critica
(Guido Aristarco su Cinema Nuovo)
(Leo Pestelli su La Stampa del 23 marzo 1957)